# Aya Hijazi
Aya Hijazi (Hegazy, Higazi u otras variantes; árabe: آية حجازي) es una activista egipcio-estadounidense que trabaja por la defensa de los derechos de los niños. Con el objetivo de llevar adelante acciones concretas, especialmente orientadas a mejorar la calidad de vida de los niños de la calle egipcios, junto a su esposo Mohamed Hassanein fundó la ONG Belady (una isla para la humanidad). En 2014, Aya Hijazi, su esposo y otros miembros de la Fundación Belady fueron detenidos, acusados de diversos delitos y mantenidos en prisión durante aproximadamente tres años. En 2017 un tribunal egipcio ordenó su liberación luego de encontrar que todos ellos eran inocentes.
 Luego de su liberación, Aya Hijazi regresó a Estados Unidos donde continuó con las actividades de la Fundación Belady. 

## Biografía
Aya Hijazi es hija de madre egipcia y padre libanés. Su infancia transcurrió en Falls Church. Se graduó en la Universidad George Mason y luego se trasladó a Egipto para completar su formación.
Según su relato, viajó a Egipto en 2011 motivada por los hechos que se desarrollaban en el marco de la revolución egipcia. Conoció a Mohamed Hassanein durante las protestas en la plaza Tahrir y ambos contrajeron matrimonio dos años después.
En 2013, junto a su esposo y otros colaboradores, creó la Fundación Belady a fin de brindar apoyo a los niños de la calle egipcios, alejarlos de un modo de vida influido por la violencia callejera y reintegrarlos a la sociedad a través de la educación y el desarrollo de sus capacidades.
Meses después la Fundación fue allanada por las fuerzas policiales y Hijazi, su esposo y otros colaboradores fueron encarcelados y sometidos a juicio. En 2017 un tribunal egipcio encontró que todos los acusados eran inocentes y ordenó su liberación. Aya Hijazi regresó a Estados Unidos donde continuó con las actividades de la Fundación Belady.

## Detención y causa judicial
El 1 de mayo de 2014, sobre la base de la denuncia de un hombre que alegaba que su hijo había sido secuestrado, fuerzas policiales irrumpieron en las instalaciones de la fundación sin orden judicial, confiscaron computadoras y documentos y detuvieron a Hijazi, Hassanein, otros voluntarios presentes y los niños que estaban en el lugar. Días después, en otro operativo fue allanado el domicilio de Hijazi y detenidos otros voluntarios y dos amigos de Mohammed Hassanein que no participaban en la Fundación.
Inicialmente los detenidos fueron acusados de dirigir una organización no autorizada, retener a niños de la calle e incitarlos a participar en protestas. La agencia de Seguridad Nacional egipcia luego sumó otros cargos y los acusó de usar a los niños en las marchas de los Hermanos Musulmanes, pagándoles para que arrojaran piedras e incitándolos a participar en las protestas. Finalmente, la fiscalía los acusó de crear y operar un grupo criminal dedicado a la trata de personas; someter a los niños a agresiones sexuales, violencia, amenazas y secuestros; utilizarlos en la producción de material pornográfico; obligarlos a actual violentamente e protestas y manifestaciones callejeras; y obtener rédito económico de donaciones logradas a partir del engaño.
A lo largo de los meses posteriores a la detención, diversos observadores alertaron acerca de las irregularidades en la evolución de la causa judicial, como el hecho de que los acusados permanecieran en prisión durante más de 10 meses antes de la intervención de un tribunal de justicia, las sucesivas postergaciones de las audiencias sin que mediaran causas justificadas, la reiterada denegación de libertad bajo fianza o condicional, y otras circunstancias de restricción o falta de garantías de acuerdo a las leyes internacionales y locales. Finalmente se comprobó que las evidencias que formaban el cuerpo de la acusación habían sido fraguadas o manipuladas o resultaban falsas según las investigaciones y pericias. Se comprobó que las declaraciones brindadas por los niños asistidos por la fundación habían sido obtenidas en circunstancias irregulares, en un intento de crear falsos testimonios que permitieran incriminar a los acusados.
La permanencia en prisión de Aya Hijazu y sus compañeros fue atribuida a las fuertes medidas que el presidente egipcio Abdelfatah Al-Sisi adoptó para reprimir las expresiones de disidencia política, replicadas por los medios de comunicación locales en los que predominó un sentimiento "muy virulento antiamericano y antioccidental", según Sarah Margon directora de Human Rights Watch en Washington. Wade McMullen abogado de la organización Robert F Kennedy Human Rights afirmó que se trataba de propaganda destinada a demostrar la oposición del gobierno al "oeste, grande y malo".
El 16 de abril de 2017, luego de casi tres años de prisión y con el riesgo de enfrentar una condena a cadena perpetua, todos los acusados fueron absueltos.

Aya Hijazi y su familia regresaron a Estados Unidos inmediatamente después de haber recobrado la libertad, en un avión oficial enviado por Donald Trump para ese propósito.
El caso de Aya Hijazi y los otros detenidos adquirió relieve internacional. Funcionarios de la administración de Barack Obama habían realizado sin éxito gestiones a fin de lograr la liberación de los activistas. La finalización del juicio y la liberación de los detenidos se hizo efectiva poco tiempo después de que el presidente egipcio Abdelfatah Al-Sisi visitara a su par Donald Trump, lo que se interpretó como una decisión adoptada a raíz de las conversaciones entre ambos presidentes.

## Expresiones de personalidades y organismos de derechos humanos
Organizaciones de defensa de los derechos humanos de todo el mundo calificaron el caso como típico de las formas autoritarias de gobierno ejercidas por el presidente Abdelfatah Al-Sisi, a partir del inicio de su gestión en 2013.
En febrero de 2016, numerosas organizaciones de defensa de los derechos humanos suscribieron el documento titulado “Grupos de derechos: el caso de la Fundación Belady demuestra que las iniciativas individuales y comunitarias solo enfrentan represión y cargos inventados” donde, entre otros conceptos, se afirma que «El caso Belady demuestra cómo los jóvenes continúan siendo castigados y enfrentan cargos falsos. Es una ilustración de la política de suprimir la libertad de asociación y la acción cívica y voluntaria.[...] Advertimos que tales políticas represivas, especialmente cuando se ejercen contra la juventud, constituyen una clara amenaza para el futuro de este país».
Joe Stork, subdirector de Human Rights Watch para Oriente Medio, afirmó: «El caso de Aya Hijazi y sus coacusados ha sido nada menos que una parodia de la justicia».
El Instituto Tahrir para la Política del Medio Oriente (The Tahrir Institute for Middle East Policy) realizó una descripción del caso y concluyó: «El caso de la Fundación Belady personificó la extensión de la represión de las autoridades egipcias a las empresas sociales y el trabajo social innovador, marcando una escalada más allá de la represión del compromiso político».